# (367943) Duende
(367943) Duende, tidligere kendt under den midlertidige betegnelse 2012 DA14, er en nærjords-asteroide af Aten-typen, og som i februar 2013 var tæt på at kollidere med Jorden. Den har en estimeret diameter på 30 meter og en estimeret masse på 190.000 tons. (367943) Duende blev opdaget d. 23. februar 2012 af Observatorio Astronómico de La Sagra, Granada i Spanien (J75).
Navnet Duende stammer fra den Iberiske folklore, og er et mytologisk væsen der lever i væggene, især i sove- og børneværelser.

## 2013 Jordpassagen
Asteroiden passerede Jorden den 15. februar 2013 kl. 19:25 (UTC) i en afstand på kun 0,0002276 AU (34.050 km) fra Jordens centrum, svarende til 27.743 km over Jordens overflade. Det er tættere på end de baner de geostationære satellitter bevæger sig i. 2012 DA14's nærkontakt med Jordens tyngdefelt reducerede dens omløbstid om Solen fra 368 dage til 317 dage. Hvilket betyder at asteroiden ikke længere tilhører Apollo typen, men fremover vil være af Aten-typen da dens banes halve storakse nu er mindre en Jordens ditto.

## Supplerende
Næste gang Duende kommer rigtig tæt på Jorden vil være den 15. februar 2046, hvor den vil passere 0,01 AU (1.500.000 km) fra Jordens centrum.

## Ikke meteor over Rusland
Der er ingen sammenhæng med Meteoritnedfaldet ved Tjeljabinsk i Rusland samme dag.